# Lista över fornlämningar i Gagnefs kommun
Lista över fornlämningar i Gagnefs kommun är en förteckning av ett urval av de fornlämningar som finns i Gagnefs kommun.

## Floda
| Namn                            | Lämningstyp             | Tillkomsttid | Historisk indelning | Plats | Läge                 | ID-nr          | Bild                                 |
| ------------------------------- | ----------------------- | ------------ | ------------------- | ----- | -------------------- | -------------- | ------------------------------------ |
| Lisslkvarna (Floda 167:1)       | Kvarn                   |              | Floda, Dalarna      |       | 60.508480, 14.767491 | 10234801670001 | Ladda upp en bild av detta fornminne |
| Harpickbodarna (Floda 172:2)    | Fäbod                   |              | Floda, Dalarna      |       | 60.551074, 14.847122 | 10234801720002 | Ladda upp en bild av detta fornminne |
| Säljebodarna (Floda 195:1)      | Fäbod                   |              | Floda, Dalarna      |       | 60.454851, 14.779769 | 10234801950001 | Ladda upp en bild av detta fornminne |
| Nybergets fäbodar (Floda 197:2) | Fäbod                   |              | Floda, Dalarna      |       | 60.432962, 14.882995 | 10234801970002 | Ladda upp en bild av detta fornminne |
| Nybergets fäbodar (Floda 197:3) | Fäbod                   |              | Floda, Dalarna      |       | 60.430897, 14.882788 | 10234801970003 | Ladda upp en bild av detta fornminne |
| Nybergets fäbodar (Floda 197:4) | Fäbod                   |              | Floda, Dalarna      |       | 60.430965, 14.879998 | 10234801970004 | Ladda upp en bild av detta fornminne |
| Nybergets fäbodar (Floda 197:5) | Fäbod                   |              | Floda, Dalarna      |       | 60.429350, 14.875311 | 10234801970005 | Ladda upp en bild av detta fornminne |
| Nybergets fäbodar (Floda 197:6) | Fäbod                   |              | Floda, Dalarna      |       | 60.432936, 14.868237 | 10234801970006 | Ladda upp en bild av detta fornminne |
| Floda 215:1                     | Fäbod                   |              | Floda, Dalarna      |       | 60.452515, 14.859008 | 10234802150001 | Ladda upp en bild av detta fornminne |
| Floda 246                       | Husgrund, historisk tid |              | Floda, Dalarna      |       | 60.550738, 14.816283 | 12000000021136 | Ladda upp en bild av detta fornminne |
| Floda 249                       | Husgrund, historisk tid |              | Floda, Dalarna      |       | 60.550691, 14.796985 | 12000000021139 | Ladda upp en bild av detta fornminne |
| Floda 251                       | Husgrund, historisk tid |              | Floda, Dalarna      |       | 60.549519, 14.798532 | 12000000021147 | Ladda upp en bild av detta fornminne |
| Floda 258                       | Husgrund, historisk tid |              | Floda, Dalarna      |       | 60.549210, 14.793220 | 12000000021155 | Ladda upp en bild av detta fornminne |
| Floda 263                       | Husgrund, historisk tid |              | Floda, Dalarna      |       | 60.533345, 14.808052 | 12000000021160 | Ladda upp en bild av detta fornminne |
| Floda 282                       | Husgrund, historisk tid |              | Floda, Dalarna      |       | 60.537462, 14.779323 | 12000000021183 | Ladda upp en bild av detta fornminne |
| Floda 293                       | Husgrund, historisk tid |              | Floda, Dalarna      |       | 60.542765, 14.766418 | 12000000021194 | Ladda upp en bild av detta fornminne |
| Floda 295                       | Husgrund, historisk tid |              | Floda, Dalarna      |       | 60.536455, 14.762940 | 12000000021196 | Ladda upp en bild av detta fornminne |
| Floda 303                       | Husgrund, historisk tid |              | Floda, Dalarna      |       | 60.546211, 14.780138 | 12000000021204 | Ladda upp en bild av detta fornminne |
| Floda 306                       | Husgrund, historisk tid |              | Floda, Dalarna      |       | 60.534963, 14.795232 | 12000000021209 | Ladda upp en bild av detta fornminne |
| Hjortanders koja (Floda 314)    | Husgrund, historisk tid |              | Floda, Dalarna      |       | 60.548157, 14.725292 | 12000000021217 | Ladda upp en bild av detta fornminne |
| Floda 317                       | Husgrund, historisk tid |              | Floda, Dalarna      |       | 60.551152, 14.739482 | 12000000021220 | Ladda upp en bild av detta fornminne |
| Floda 318                       | Husgrund, historisk tid |              | Floda, Dalarna      |       | 60.554089, 14.710930 | 12000000021221 | Ladda upp en bild av detta fornminne |
| Floda 346                       | Husgrund, historisk tid |              | Floda, Dalarna      |       | 60.531798, 14.849303 | 12000000021268 | Ladda upp en bild av detta fornminne |
| Floda 358                       | Husgrund, historisk tid |              | Floda, Dalarna      |       | 60.543620, 14.864698 | 12000000021284 | Ladda upp en bild av detta fornminne |
| Floda 367                       | Husgrund, historisk tid |              | Floda, Dalarna      |       | 60.527023, 14.851939 | 12000000021295 | Ladda upp en bild av detta fornminne |
| Floda 376                       | Husgrund, historisk tid |              | Floda, Dalarna      |       | 60.548103, 14.715343 | 12000000021304 | Ladda upp en bild av detta fornminne |
| Floda 382                       | Husgrund, historisk tid |              | Floda, Dalarna      |       | 60.547361, 14.748044 | 12000000021310 | Ladda upp en bild av detta fornminne |
| Floda 385                       | Husgrund, historisk tid |              | Floda, Dalarna      |       | 60.548421, 14.731315 | 12000000021315 | Ladda upp en bild av detta fornminne |
| Floda 393                       | Husgrund, historisk tid |              | Floda, Dalarna      |       | 60.510317, 14.874367 | 12000000021799 | Ladda upp en bild av detta fornminne |
| Rundberget (Floda 417)          | Fäbod                   |              | Floda, Dalarna      |       | 60.539721, 14.884710 | 12000000021868 | Ladda upp en bild av detta fornminne |
| Floda 431                       | Husgrund, historisk tid |              | Floda, Dalarna      |       | 60.511732, 14.878985 | 12000000021921 | Ladda upp en bild av detta fornminne |
| Floda 439                       | Husgrund, historisk tid |              | Floda, Dalarna      |       | 60.547361, 14.748044 | 12000000024850 | Ladda upp en bild av detta fornminne |
| Floda 441                       | Husgrund, historisk tid |              | Floda, Dalarna      |       | 60.548103, 14.715343 | 12000000024852 | Ladda upp en bild av detta fornminne |
| Floda 447                       | Husgrund, historisk tid |              | Floda, Dalarna      |       | 60.548421, 14.731315 | 12000000024923 | Ladda upp en bild av detta fornminne |
| Nässelrödet (Floda 485)         | Fäbod                   |              | Floda, Dalarna      |       | 60.536974, 14.873459 | 12000000034227 | Ladda upp en bild av detta fornminne |
| Rundberget (Floda 492)          | Fäbod                   |              | Floda, Dalarna      |       | 60.539719, 14.884611 | 12000000034239 | Ladda upp en bild av detta fornminne |
| Mosselbodarna (Floda 542)       | Fäbod                   |              | Floda, Dalarna      |       | 60.538478, 14.715083 | 12000000097954 | Ladda upp en bild av detta fornminne |
| Floda 544                       | Husgrund, historisk tid |              | Floda, Dalarna      |       | 60.515194, 14.727860 | 12000000097959 | Ladda upp en bild av detta fornminne |
| Floda 545                       | Fäbod                   |              | Floda, Dalarna      |       | 60.540437, 14.713079 | 12000000097960 | Ladda upp en bild av detta fornminne |

## Gagnef
| Namn                              | Lämningstyp                      | Tillkomsttid | Historisk indelning | Plats | Läge                 | ID-nr          | Bild                                      |
| --------------------------------- | -------------------------------- | ------------ | ------------------- | ----- | -------------------- | -------------- | ----------------------------------------- |
| Gagnef 5:1                        | Hög                              |              | Gagnef, Dalarna     |       | 60.542262, 15.193834 | 10235000050001 | Ladda upp en bild av detta fornminne      |
| Gagnef 10:1                       | Stensättning                     |              | Gagnef, Dalarna     |       | 60.545093, 15.085576 | 10235000100001 | Ladda upp en bild av detta fornminne      |
| Gagnef 16:1                       | Hög                              |              | Gagnef, Dalarna     |       | 60.544089, 15.259913 | 10235000160001 | Ladda upp en bild av detta fornminne      |
| Gagnef 18:1                       | Hällristning                     |              | Gagnef, Dalarna     |       | 60.542487, 14.936853 | 10235000180001 | Ladda upp en bild av detta fornminne      |
| Stockgropen (Gagnef 35:2)         | Fäbod                            |              | Gagnef, Dalarna     |       | 60.383166, 15.068566 | 10235000350002 | Ladda upp en bild av detta fornminne      |
| Gagnef 36:1                       | Ristning, medeltid/historisk tid |              | Gagnef, Dalarna     |       | 60.383642, 15.068011 | 10235000360001 | Ladda upp en bild av detta fornminne      |
| Nolmeren(s fäbodar) (Gagnef 45:1) | Fäbod                            |              | Gagnef, Dalarna     |       | 60.393956, 14.880141 | 10235000450001 | Ladda upp en bild av detta fornminne      |
| Gagnef 52:1                       | Röse                             |              | Gagnef, Dalarna     |       | 60.557852, 15.182452 | 10235000520001 | Ladda upp en till bild av detta fornminne |
| Gagnef 53:1                       | Röse                             |              | Gagnef, Dalarna     |       | 60.556263, 15.181629 | 10235000530001 | Ladda upp en bild av detta fornminne      |
| Gagnef 77:1                       | Stensättning                     |              | Gagnef, Dalarna     |       | 60.602448, 15.027175 | 10235000770001 | Ladda upp en bild av detta fornminne      |
| Gagnef 77:2                       | Stensättning                     |              | Gagnef, Dalarna     |       | 60.602444, 15.026554 | 10235000770002 | Ladda upp en bild av detta fornminne      |
| Prästbodarna (Gagnef 131:1)       | Fäbod                            |              | Gagnef, Dalarna     |       | 60.409467, 15.070011 | 10235001310001 | Ladda upp en bild av detta fornminne      |
| Zachris Olles torp (Gagnef 133:1) | Lägenhetsbebyggelse              |              | Gagnef, Dalarna     |       | 60.402249, 15.061049 | 10235001330001 | Ladda upp en bild av detta fornminne      |
| Gagnef 160:1                      | Kvarn                            |              | Gagnef, Dalarna     |       | 60.496579, 15.024540 | 10235001600001 | Ladda upp en bild av detta fornminne      |
| Stussbodarna (Gagnef 173:1)       | Fäbod                            |              | Gagnef, Dalarna     |       | 60.587945, 15.224781 | 10235001730001 | Ladda upp en bild av detta fornminne      |
| Solsbodarna (Gagnef 182:1)        | Fäbod                            |              | Gagnef, Dalarna     |       | 60.590431, 15.199831 | 10235001820001 | Ladda upp en bild av detta fornminne      |
| Nybodarna (Gagnef 183:1)          | Fäbod                            |              | Gagnef, Dalarna     |       | 60.596177, 15.202576 | 10235001830001 | Ladda upp en bild av detta fornminne      |
| Tjärnbodarna (Gagnef 184:1)       | Fäbod                            |              | Gagnef, Dalarna     |       | 60.602845, 15.189906 | 10235001840001 | Ladda upp en bild av detta fornminne      |
| Tjärnbodarna (Gagnef 184:2)       | Fäbod                            |              | Gagnef, Dalarna     |       | 60.600299, 15.186665 | 10235001840002 | Ladda upp en bild av detta fornminne      |
| Olof Ers fäbodar (Gagnef 185:1)   | Fäbod                            |              | Gagnef, Dalarna     |       | 60.602059, 15.180516 | 10235001850001 | Ladda upp en bild av detta fornminne      |
| Olof Ers fäbodar (Gagnef 185:2)   | Fäbod                            |              | Gagnef, Dalarna     |       | 60.600477, 15.175968 | 10235001850002 | Ladda upp en bild av detta fornminne      |
| Lindbodarna (Gagnef 186:1)        | Fäbod                            |              | Gagnef, Dalarna     |       | 60.496815, 15.164290 | 10235001860001 | Ladda upp en bild av detta fornminne      |
| Väckarbodarna (Gagnef 187:1)      | Fäbod                            |              | Gagnef, Dalarna     |       | 60.480092, 15.153048 | 10235001870001 | Ladda upp en bild av detta fornminne      |
| Grånsbodarna (Gagnef 188:1)       | Fäbod                            |              | Gagnef, Dalarna     |       | 60.485755, 15.123704 | 10235001880001 | Ladda upp en bild av detta fornminne      |
| Holbodarna (Gagnef 190:1)         | Fäbod                            |              | Gagnef, Dalarna     |       | 60.471713, 15.118242 | 10235001900001 | Ladda upp en bild av detta fornminne      |
| Finntorpet (Gagnef 191:1)         | Fäbod                            |              | Gagnef, Dalarna     |       | 60.482029, 15.099103 | 10235001910001 | Ladda upp en bild av detta fornminne      |
| Gästgivarbodarna (Gagnef 194:1)   | Fäbod                            |              | Gagnef, Dalarna     |       | 60.468202, 15.174441 | 10235001940001 | Ladda upp en bild av detta fornminne      |
| Tryssjöbodarna (Gagnef 200:1)     | Fäbod                            |              | Gagnef, Dalarna     |       | 60.445028, 15.089158 | 10235002000001 | Ladda upp en bild av detta fornminne      |
| Tryssjöbodarna (Gagnef 200:2)     | Fäbod                            |              | Gagnef, Dalarna     |       | 60.438078, 15.080544 | 10235002000002 | Ladda upp en bild av detta fornminne      |
| Björkbodarna (Gagnef 209:2)       | Fäbod                            |              | Gagnef, Dalarna     |       | 60.558878, 14.974792 | 10235002090002 | Ladda upp en bild av detta fornminne      |
| Sörbodarna (Gagnef 210:1)         | Fäbod                            |              | Gagnef, Dalarna     |       | 60.540595, 14.977579 | 10235002100001 | Ladda upp en bild av detta fornminne      |
| Kättjarbodarna (Gagnef 211:1)     | Fäbod                            |              | Gagnef, Dalarna     |       | 60.551733, 14.948086 | 10235002110001 | Ladda upp en bild av detta fornminne      |
| Ösjöbodarna (Gagnef 287:1)        | Fäbod                            |              | Gagnef, Dalarna     |       | 60.462137, 15.036123 | 10235002870001 | Ladda upp en bild av detta fornminne      |
| Ösjöbodarna (Gagnef 287:2)        | Fäbod                            |              | Gagnef, Dalarna     |       | 60.461475, 15.038112 | 10235002870002 | Ladda upp en bild av detta fornminne      |
| Hinlindorna (Gagnef 313:1)        | Fäbod                            |              | Gagnef, Dalarna     |       | 60.608128, 15.143714 | 10235003130001 | Ladda upp en bild av detta fornminne      |
| Backbodarna (Gagnef 329:1)        | Fäbod                            |              | Gagnef, Dalarna     |       | 60.439898, 15.011522 | 10235003290001 | Ladda upp en bild av detta fornminne      |
| Gagnef 388                        | Husgrund, historisk tid          |              | Gagnef, Dalarna     |       | 60.602322, 15.021378 | 12000000068380 | Ladda upp en bild av detta fornminne      |
| Nybergets fäbodar (Floda 197:1)   | Fäbod                            |              | Gagnef, Dalarna     |       | 60.434990, 14.887030 | 10234801970001 | Ladda upp en bild av detta fornminne      |